# Die Neue Türkei
Die Neue Türkei war eine   deutschsprachige Zeitung in Istanbul von 1909 bis 1927.

## Geschichte
Seit 1909 erschien Die Neue Türkei in Istanbul, kurz nach der Annahme der neuen Verfassung im Land. Der Herausgeber war der österreichische Druckereibesitzer Loeffler, der Schriftleiter war  Maximilian Kienast. Sie war in dieser Zeit die einzige deutschsprachige Tageszeitung im Osmanischen Reich, daneben gab es nur noch die seltener erscheinende Osmanische Post (1908–um 1909).
Die Neue Türkei enthielt Berichte über internationale und regionale Ereignisse, über Wirtschaft, Kultur und  das deutschsprachige Leben in der Region.
Sie vertrat vor allem österreichische Interessen, auch während der politischen Spannungen mit dem Deutschen Reich im ersten Erscheinungsjahr, und wurde von der österreichischen Botschaft in Istanbul finanziell unterstützt.
Von 1927 sind die letzten Ausgaben bekannt.
1917 erschien außerdem eine gleichnamige zweisprachige Wochenzeitung Die Neue Türkei in Berlin, die sich vor allem um eine stärkere Verständigung zwischen beiden Ländern und Kulturen bemühte. Es ist unbekannt, ob es eine Verbindung zu der  Zeitung in Istanbul gab.